# Vũ Thị Hoàng My
Vũ Thị Hoàng My (Provincia di Dong Nai, 13 novembre 1988) è una modella vietnamita.
È stata incoronata Miss Vietnam Universo 2011 il 12 maggio 2011, e quindi ha rappresentato il Vietnam a Miss Universo 2011, che si è tenuto a San Paolo, in Brasile il 12 settembre 2011, ed a Miss Mondo 2012.
Al momento dell'elezione, Vũ Thị Hoàng My era una studentessa presso la RMIT International University.